# Comisión Exportadora de Agrios
La Comisión Exportadora de Agrios (CEA) fue un organismo dependiente del Ministerio de Hacienda (España), creada por decreto del Gobierno de Juan Negrín el 6 de septiembre de 1937, en el transcurso de la guerra civil española.
Su objetivo era canalizar la exportación naranjera, interviniendo el Consejo Levantino Unificado de la Exportación Agrícola, bajo control anarquista, a fin de obtener divisas con que sostener el esfuerzo bélico.
Con el final de la guerra, la compañía fue liquidada en favor del gobierno republicano en el exilio.[cita requerida]